# Watching the Detectives
Watching the Detectives é um filme independente estadunidense de comédia romântica de 2007, escrito e dirigido por Paul Soter. O filme é estrelado por Cillian Murphy como o nerd dono de uma locadora de vídeo independente, cuja vida se transforma de cabeça para baixo quando a femme fatale Lucy Liu entra em sua vida.
O filme, exibido em festivais de cinema em 2007, não conseguiu distribuição nos cinemas e foi direto para o DVD.

## Sinopse
O filme começa em uma cena em preto-e-branco de filme antigo, onde um detetive do estilo dos anos 40 atira em um vilão - por tentar retornar um vídeo atrasado. As luzes se acendem, revelando que estamos assistindo um comercial da Gumshoe Video, e o detetive é Neil (Cillian Murphy), o proprietário da loja, que está lançando o anúncio de amigos em uma festa em sua modesta loja de vídeos cinéfilos. Sua namorada Denise (Heather Burns), que aparece no comercial, não aparece na celebração.
No dia seguinte, Neil encontra Denise em um restaurante, mas antes de ir para a mesa, ele pede a um garçom (Steve Lemme) para derramar um copo de água nela, apenas para vê-la reagir exageradamente. Ela não se diverte com a brincadeira e diz a ele que ele precisa reunir sua vida em vez de apenas assistir filmes e jogar jogos imaturos. Ele casualmente termina com ela, dizendo que ela não é suficiente como Katharine Ross em Butch Cassidy and the Sundance Kid.
De volta à loja, Neil está assistindo a um filme com seu amigo/funcionário Jonathan (Jason Sudeikis), quando a femme fatale Violet (Lucy Liu) faz sua entrada, virando a cabeça. Violet não tem identificação ou cartão de crédito para o depósito de aluguel, então ela o convence a pegar US$50 em dinheiro, que ele coloca em um envelope sob sua antiga caixa registradora. Quando ela volta, ela sorrateiramente rouba o depósito, fazendo-o pensar que ele o perdeu, mas ela diz que ele pode levá-la para um jantar de US$50 para compensá-la.
Na data, Violet chega primeiro e finge que já ficou realmente bêbada. Quando Neil não tenta tirar proveito da situação, ela revela sua piada e eles prosseguem com o jantar. Por insistência dela, eles vão a uma loja da Media Giant - seu concorrente corporativo - e se escondem em um armário até que os funcionários saiam, depois trocam as capas de um monte de DVDs e derrubam alguns displays enquanto fogem. No dia seguinte, eles espionam a Media Giant e veem um funcionário conversando com um policial. Mais tarde, detetives da polícia aparecem no Gumshoe Video para questionar Neil sobre a invasão da Media Giant. Depois que o assustam completamente, Violet aparece e ela e os "policiais" começam a rir histericamente da travessura. Um Neil confuso, secretamente, segue Violet de volta para sua casa, onde eles acabam na cama, se apaixonando.
Algum tempo depois, Neil está saindo para conhecer Violet no parque, quando ele encontra amigos (Callie Thorne e Michael Yurchak) que imploram para vir e conhecer sua nova namorada. Violet os alimenta com a refeição de piquenique e os deixa responder. Neil tenta tornar o próximo encontro mais calmo, assistindo a um jogo de basquete, mas uma Violet entediada não quer passar a noite. Mais tarde, ele vê uma banda tocar no bar de Jonathan e a vê flertando com um músico. Ciumento, ele encena uma cena de guitarra rock para ela no próximo encontro. Depois que eles fazem sexo, ela revela que acabou de encenar a cena do clube e, antes de dormir, conta a ele sobre todos os músicos que namorou, incluindo um músico careca, gigante e polonês (Richard Waddingham) que a persegue de cidade em cidade. Paranoico, Neil imagina que todo homem branco careca que vê é o perseguidor até Violet encenar uma cena em que ela foi amarrada a uma cadeira por seu ex, o Gigante Calvo, que acaba sendo seu amigo Denis (Richard Waddingham). Frustrado com a tolice de Violet, Neil termina com ela.
Neil encontra Denise e percebe que ele a tratou um pouco como Violet o tratou, e que ele sente falta de Violet e da excitação que ela criou. Então, quando ela liga e diz para ele ir ao seu local de trabalho, ele o faz. Ela o engana para roubar dinheiro de seu emprego em um cassino ilegal, pensando que é mais uma de suas cenas falsas. Ele é baleado e perseguido. Neil se alegra com o crime, mas Violet pega o dinheiro e avisa que ele foi usado. Neil está muito perturbado com outro rompimento, mas Violet volta a dizer que o rompimento também era uma piada. Neil está inicialmente enfurecido, mas Violet o convence de que sua vida é mais interessante e aventureira com ela nela. Eles fazem as pazes e partem para Graceland no novo carro que Violet comprou com parte do dinheiro do roubo.

## Elenco
- Cillian Murphy como Neil
- Lucy Liu como Violet
- Jason Sudeikis como Jonathan
- Michael Panes como Lucien
- Heather Burns como Denise
- Callie Thorne como Marcia
- Michael Yurchak como Buddy
- Josh Pais como Andy
- Brett Gelman como Glenn
- Mark Harelik como Detetive Barlow
- Ali Reza como Detetive Lowenstein
- Steve Lemme como garçom
- Erik Stolhanske como Chad
- Paul Soter como Jason, o cara da UPS
- Richard Waddingham como Denis/O Gigante Careca
- Ed Eck como baterista do Tard
- Paul Scheer como cliente irritante
- Josh Gad como Mark

## Produção
Este filme marca a estréia na direção do comediante Paul Soter. Soter e seus colegas membros da trupe de comédia Broken Lizard, Eric Stolhanske e Steve Lemme, têm participações especiais no filme.

## Distribuição
Watching the Detectives fez sua estréia mundial no Festival de Cinema de Tribeca de 2007 em 1º de maio de 2007 na cidade de Nova York, e havia rumores de estréia nos cinemas no Dia dos Namorados de 2008, mas foi enviado diretamente para DVD. Intitulado Uwaga Violet, foi lançado pela primeira vez na Polônia em fevereiro de 2008. O DVD norte-americano foi lançado posteriormente em 12 de agosto de 2008.